# Zalesina
Zalesina est une localité de Croatie située dans la municipalité de Delnice, comitat de Primorje-Gorski Kotar. Au recensement de 2001, elle comptait 53 habitants.

## Démographie
| 1948 | 1953 | 1961 | 1971 | 1981 | 1991 | 2001 |
| ---- | ---- | ---- | ---- | ---- | ---- | ---- |
| 126  | 116  | 127  | 118  | 99   | 102  | 53   |